# Casa Trinxet
La casa Trinxet, terminada en 1904, fue obra, como la casa Amatller, de Josep Puig i Cadafalch, reconocido arquitecto del modernismo catalán. Las pinturas murales son obra de Joaquín Mir Trinxet, tras su viaje a Mallorca con Santiago Rusiñol en 1901. Estos frescos representan la etapa más artística de Joaquín Mir Trinxet antes de su traslado a Reus en 1903. El trabajo de la casa se hizo por encargo de su tío y mecenas Avelino Trinxet Casas, de Barcelona, industrial textil. Avelino Trinxet fue también propietario de la fábrica Trinxet, construida en 1907 por el arquitecto Joan Alsina i Arús en Can Trinxet, en la ciudad de Hospitalet de Llobregat, cerca de Barcelona, conservándose en la actualidad una parte de la construcción modernista.
La casa Trinxet fue derribada en marzo de 1967, en la época del alcalde José María de Porcioles, de manos de la constructora Núñez y Navarro. Se salvaron una buena parte de los muebles de estilo modernista, pero no las pinturas murales. Estaba situada en la calle Córcega, 268.

## Antecedentes: el Ensanche de Cerdá
El paseo de Gracia fue un eje determinante en el proceso de instauración del proyecto de Ensanche de Ildefonso Cerdá y, entre los años 1860-1890, se construyó en el Paseo de Gracia edificios unifamiliares, grandes mansiones con jardines y palacetes, como el de los Sama, los Robert, el Palacio de Marianao o el de la familia Marcet.
En 1891 se aprobaron unas nuevas ordenanzas municipales que incrementaban la edificabilidad y reducían las restricciones de la composición y elementos de la fachada respecto a la anterior ordenanza de 1857. La nueva legislación hacía rentable el derribo de muchos edificios unifamiliares y su transformación en edificios de viviendas, una sustitución que se produjo en todo este sector de la ciudad y que también fue adquiriendo progresivamente un protagonismo comercial que atrajo a la burguesía. El propio Gaudí intervino en la decoración de dos establecimientos comerciales en el paseo: la Farmacia Gibert y el Bar Torino, ambos desaparecidos.
Con este nuevo marco legal aumentaron las posibilidades formales de ciertas construcciones, lo que comportó numerosas reformas, de lo que es testigo la citada Manzana de la discordia, en donde se reformaron cinco edificios.
En aquellos tiempos, la prensa a menudo criticaba los "excesos" de la arquitectura modernista y sus fachadas redondeadas, unos diseños que comparaban con pasteles, castillos de cuentos o con rostros expresando emociones, como los que Bru-Net, desde las páginas de El Diluvio, publicó en 1906 con proyectos de edificios modernistas con rasgos faciales y, en una clara alusión a Gaudí, uno de ellos mostraba un coronamiento con el perfil de la montaña de Montserrat.
Entre 1899 y 1906, el Concurso anual de edificios artísticos  premió obras de marcado perfil modernista, como la Casa Calvet, la Casa Lleó Morera o la misma Casa Trinxet.

## El eje delCuadrado de oro

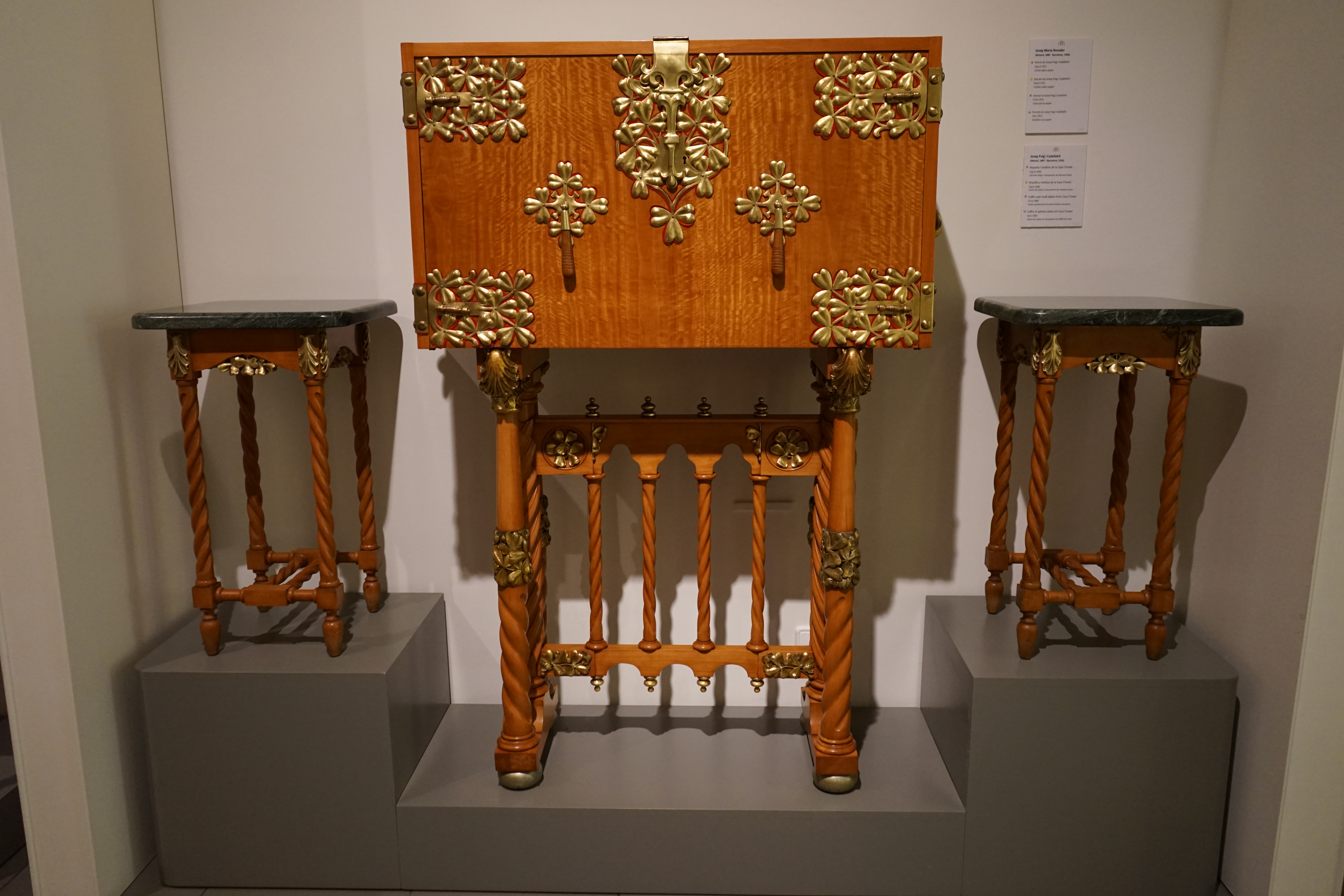
Arquilla y mesitas de la Casa Trinxet, hacia 1906

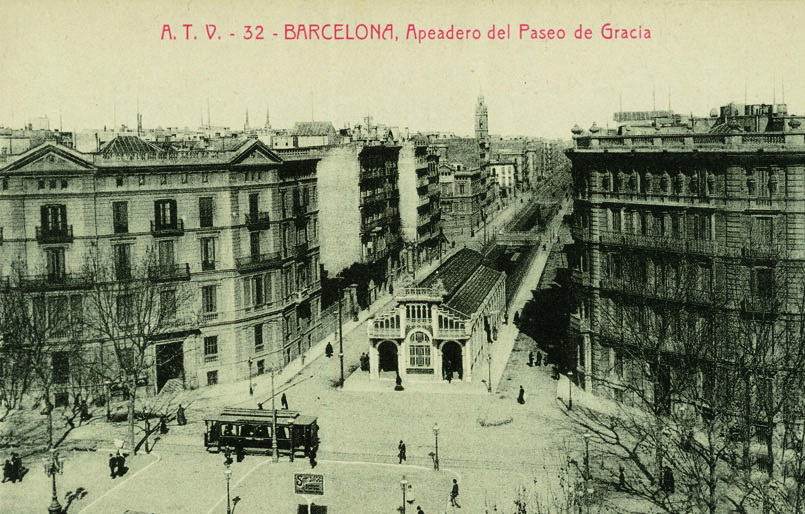
Apeadero de la calle de Aragón y Paseo de Gracia en 1902.

Entre 1900 y 1914 el paseo de Gracia se consolidó como el principal centro residencial burgués, convirtiéndose en el eje del que sería conocido como el Cuadrado de oro, una centralidad a la que ayudó el apeadero del tren que se inauguró en 1902 en el cruce con la calle de Aragón, que permitió que los viajeros que llegaban en tren dispusiesen de una parada más céntrica que la Estación de Francia.
En 1904, coincidiendo con la realización de las obras de la Casa Batlló, el rey Alfonso XIII visitó Barcelona, y la Juventud Monárquica, de la que era presidente José María Milá Camps, decidió que el mejor lugar para recibirlo era el paseo de moda entre las familias acaudaladas. Cuando Alfonso XIII vio el paseo quedó maravillado y en una visita posterior dijo que «Madrid es muy bella, pero Barcelona la supera en dos cosas: el Tibidabo y el paseo de Gracia».
Entre 1905 y 1906 la vía se transformó cuando finalmente se colocaron adoquines, los tranvías fueron trasladados a las calzadas laterales y se instalaron los famosos bancos-farolas de Pedro Falqués. Josep Puig i Cadafalch ya había construido la Casa Amatller (1900) y en esos mismos años Lluís Domènech i Montaner finalizó la transformación de la Casa Lleó Morera, remodelación con la que ganó el Concurso anual de edificios artísticos de 1906.
La pugna entre los arquitectos más famosos del momento atrajo muchos nuevos clientes que pugnaban por presumir de tener la casa más espectacular y opulenta en el paseo de moda. Una especie de efecto llamada que provocaba que en 1906 los Malagrida, que comerciaban con Argentina, se hiciesen construir un edificio con cúpula en el número 27, obra del maestro de obras Joaquim Codina i Matalí. Enric Sagnier hizo la casa de la familia Mulleras al lado de la Casa Amatller, mientras que la viuda Marfà estrenaba en 1905 la obra de estilo medievalista que había encargado a Manuel Comas en la esquina con la calle Valencia.
El fuerte impulso de la burguesía barcelonesa resultó clave en el desarrollo y pervivencia del movimiento modernista que en Europa terminó alrededor de 1905, mientras que en Cataluña duró una década más. En cambio, en el resto de España el movimiento no tuvo prácticamente eco, debido a las difíciles condiciones económicas que supusieron la pérdida de las colonias americanas.
La revista de Madrid Nuevo Mundo del 14 de febrero de 1907 describía el trabajo de los arquitectos modernistas catalanes: «No llegando todavía a la perfección o por lo menos a la conciliación justa de lo bello, lo armónico y lo útil, ni constituyendo todavía sus obras la visión clara y precisa de un arte propio, es anuncio de abundantes aptitudes para llegar a esa meta gloriosa de la cual puede considerarse como más cercano al pintoresco y audaz Gaudí». En respuesta, La Ilustració Catalana publicaba el 10 de marzo de 1907: «Los mismos españoles comienzan a rendirse a la realidad y se ocupan y comentan, aunque muy a la ligera, las obras del Domènech, Puig i Cadafalch, Sagnier, Gaudí y tantos otros».

## Precedentes de la Casa Trinxet

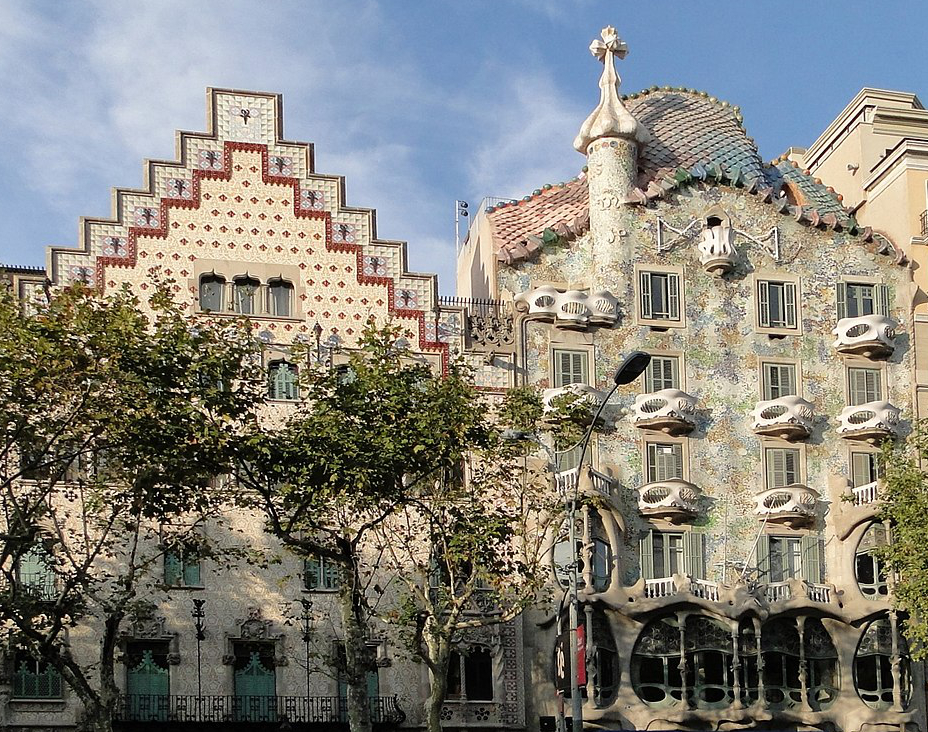
La Casa Amatller y la Casa Batlló.

En 1898, el industrial chocolatero Antoni Amatller, aficionado a la fotografía, a los viajes y coleccionista de vidrio antiguo, adquirió un edificio anodino de 1875 para trasladar su residencia principal. Encargó las obras de transformación al arquitecto Josep Puig i Cadafalch, que decidió darle un aire de palacio gótico urbano, con una fachada plana y un patio central con una escalera que da acceso a la vivienda principal, con una solución que empleó posteriormente en el Palacio del Barón de Quadras y en la Casa Macaya, aunque en el caso del inmueble de los Amatller había de ser habitado por diversas familias. El arquitecto hizo en la Casa Amatller una reinterpretación personal del gótico con una obra que buscaba la excelencia, pese a que los elementos del lenguaje gótico estaban siendo abandonados por la mayoría de arquitectos. El aspecto más sorprendente del edificio es la fachada escalonada con reminiscencias nórdicas, con esgrafiados ocres y blancos y rematada por un exuberante frontón flamenco ornamentado con baldosas vitrificadas rojas y doradas de Valencia. Algunos especialistas han considerado la fachada como «la apoteosis de las artes decorativas», con inspiración en los palacetes urbanos de Copenhague, Bruselas o Ámsterdam. Tiene una tribuna de inspiración wagneriana que evoca la fachada de la capilla de San Jorge del Palacio de la Generalidad, y múltiples detalles de inspiración medieval, como la decoración alrededor de la puerta de acceso, con esculturas de Eusebio Arnau, capiteles y ventanas de ornamentación floral, inspiradas en las masías góticas catalanas. En la planta noble, las figuras de las ventanas recrean las fantásticas y grotescas criaturas que poblaban palacios e iglesias góticas.